# Pemba (isola)
Pemba, nota anche come Al Kuh Dra (l'"isola verde"), è un'isola della Tanzania, situata circa 50 chilometri a nord-est di Zanzibar, al largo della costa orientale dell'Africa, nell'Oceano Indiano. Dista circa 50 chilometri dalla costa. 

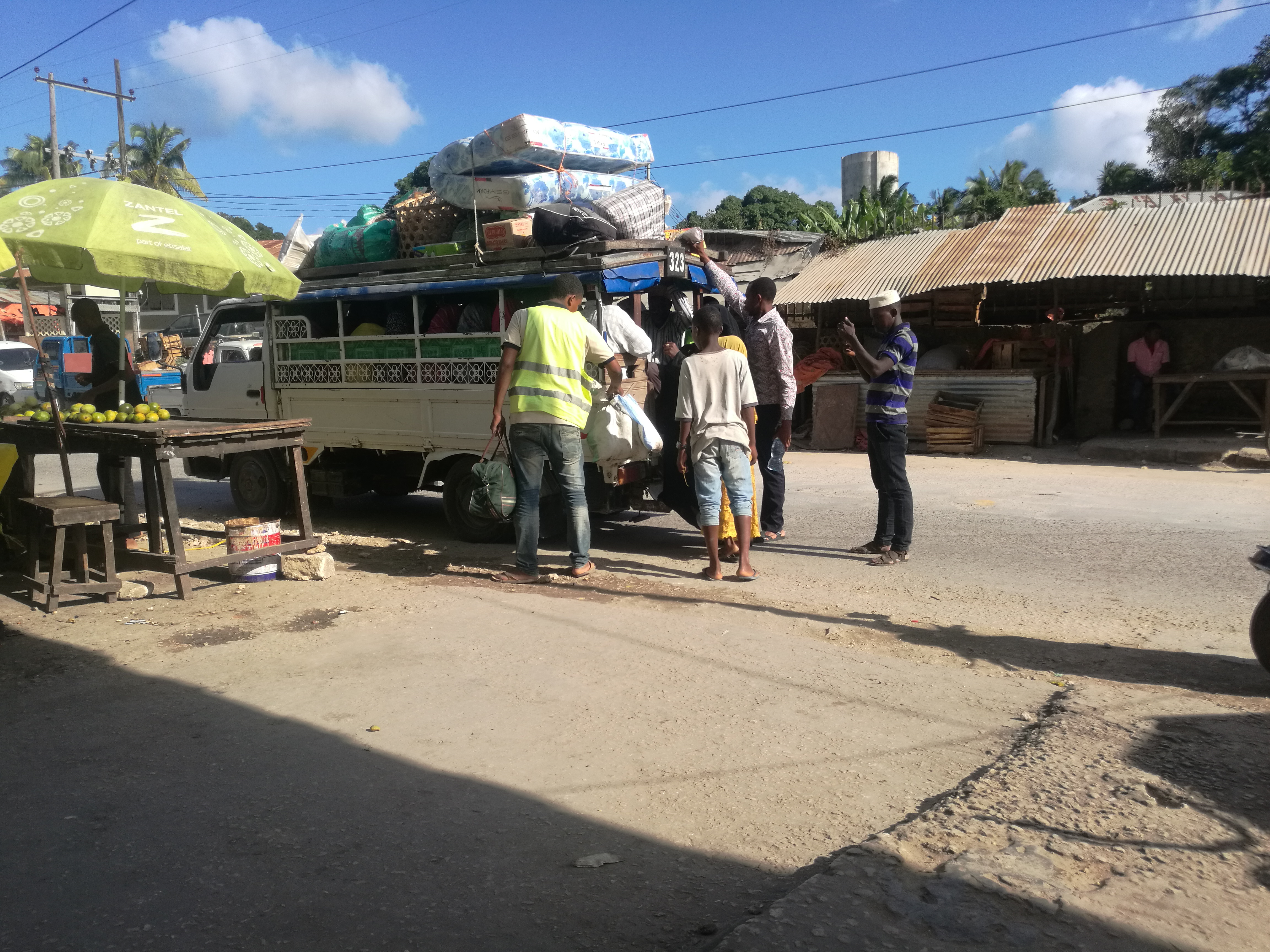
Trasporti in Pemba

Mappa delle Isole delle spezie (Zanzibar, Pemba, Mafia)

È una delle "isole delle spezie", insieme all'isola di Mafia (a sud di Zanzibar). Nel 2012, la popolazione dell'isola era stimata a oltre 400.000 individui, distribuiti su un'area di 985 km².
La maggior parte dell'isola, più collinosa e fertile di Zanzibar, è dominata da coltivazioni su piccola scala, mentre aree più estese sono dedicate a prodotti destinati a esportazione come i chiodi di garofano, di cui ci sono più di 3 milioni di piante. Il Canale di Pemba, che separa l'isola dal continente, è una delle aree più pescose dell'intera Africa, rinomato soprattutto per l'abbondanza di marlin e pescespada.
L'isola non conta molti visitatori, sebbene sia un centro di medicina tradizionale e di magia nera. Gli africani vengono addirittura dallo Zaire per incontrare gli stregoni waganga e farsi prescrivere cure; alcune fonti riportano che i waganga siano stati occasionalmente visitati anche da stregoni venuti da Haiti per imparare i segreti dei maestri di Pemba.
Le città principali a Pemba sono Chake Chake, Mkoani, e Wete.
Chake Chake è situata su una collina con vista della baia, dove la marea permette solo in certi orari l'accesso al porto. Ad est si trova Ras Mkumbu dove sono situati i resti delle costruzioni più antiche dell'isola, risalenti al XIV secolo.
Risale forse al XVII secolo, ai tempi della presenza portoghese, l'usanza di toreare (mchezo wa ng'ombe in swahili): tale sorta di corrida viene ancora praticata in varie zone di Pemba (per esempio a Pujini), anche se in una forma meno cruenta che nella penisola iberica, più rispettosa degli animali e dei principi islamici.

## Suddivisione amministrativa
Il territorio dell'isola è diviso amministrativamente in due regioni: Pemba Nord, con capitale Wete, e Pemba Sud, con capitale Chake-Chake.